# Швеблин, Саманта
Саманта Швеблин (исп. Samanta Schweblin; род. 8 марта 1978, Буэнос-Айрес) — аргентинская писательница.

## Жизнь и карьера
Предки Швеблин — выходцы из Германии. Она окончила Университет Буэнос-Айреса, изучала кино, занималась веб-дизайном. Была гостем литературных фестивалей в Мехико и Берлине.
Её новелла «Человек без судьбы» (исп. Un hombre sin suerte) была награждена Международной премией Хуана Рульфо за новеллистику (2012). В 2010 году британский журнал Granta назвал Швеблин в числе 22-х наиболее интересных авторов моложе 35 лет, пишущих по-испански. В 2014 году она получила премию Конекс в категории «Новеллистика» за период 2009—2013 годов. Рассказы писательницы включены во многие антологии аргентинской и латиноамериканской новеллы, выходившие на испанском, английском и французском языках, а также переведены на итальянский, голландский, шведский, сербский языки.
В 2015 году Саманта Швеблин получила испанскую литературную премию Тигре Хуан за свой первый роман «Дистанция спасения». В октябре 2021 года на платформе Netflix вышла одноимённая экранизация книги, снятая перуанским кинорежиссёром и сценаристкой Клаудией Льоса. Над адаптацией сценария она работала вместе со Швеблин. Английская версия романа (опубликована под названием Fever Dream) была включена в шорт-лист Международной Букеровской премии 2017 года. Английский перевод книги выиграл премию имени Ширли Джексон за лучшую новеллу в 2017 году.
В 2022 году Швеблин получила премию О. Генри за рассказ Un hombre sin suerte в переводе Меган Макдауэлл, а также была удостоена чилийской премии Хосе Доносо за свои достижения в литературе. В ноябре того же года ей и Макдауэлл присудили Национальную книжную премию за переводную литературу за сборник рассказов Siete casas vacías (англ. Seven Empty Houses). В 2024 году она стала лауреатом Платиновой премии Конекс в категории «Новеллистика» за период 2014—2018 годов.

## Ориентиры
Писателями, которые вызывают у неё наибольшее восхищение, Швеблин назвала Франца Кафку, Фёдора Достоевского, Фланнери О’Коннор, Джона Чивера и Джерома Д. Сэлинджера.

## Произведения

### Рассказы
- El núcleo del disturbio (2002, премия Национального фонда искусств; переизд. 2011)
- La furia de las pestes (2008)
- Pájaros en la boca (2009, переизд. 2010)
- Siete casas vacías (2015)
- El buen mal (2025)

### Романы
- Distancia de rescate[исп.]. — Buenos Aires: Editorial Sudamericana, 2014. — ISBN 978-9873650444.
- Kentukis[исп.]. — Buenos Aires: Literatura Random House, 2018. — ISBN 978-9877690248.

### На русском языке
- Дистанция спасения / пер. с исп. Н. Богомоловой. — М.: Corpus, 2018. — 160 с. — (Corpus.(roman)). — ISBN 978-5-17-106161-6.
- Кентуки / пер. с исп. Н. Богомоловой. — М.: Corpus, 2021. — 288 с. — (Corpus.(roman)). — ISBN 978-5-17-112932-3.